# Aotus nigriceps
Aotus nigriceps är en däggdjursart som beskrevs av Guy Dollman 1909. Aotus nigriceps ingår i släktet nattapor och familjen Aotidae. IUCN kategoriserar arten globalt som livskraftig. Inga underarter finns listade.

## Utseende
Den korta och täta pälsen har på ovansidan och på överarmarna en gråsvart färg. På undersidan och på svansen får pälsen en orange till ljusbrun färg. Även nedre halsen och strupen är orange. Kännetecknande är tre breda svarta band på huvudet. Två band bildar en ram kring ansiktet och den tredje går från hjässan till näsan. Regionerna över ögonen, de övre kinderna och hakan är vita. Kring de stora bruna ögonen finns en smal mörk ring. Fingrar och tår är allmänt utrustade med flata naglar. Vid ett finger per hand respektive tå per fot förekommer en böjd nagel. Den används troligen för pälsvården.
Kroppsvikten är cirka 0,8 till 1,0 kg.

## Utbredning
Denna nattapa förekommer i nordvästra Brasilien (delstater Acre, Amazonas, Mato Grosso, Pará och Rondônia), norra Bolivia och östra Peru. Arten vistas där i olika fuktiga och torra skogar.

## Ekologi
Liksom de andra nattaporna är Aotus nigriceps aktiv mellan skymningen och gryningen. Den äter frukter, blad, blommor och små ryggradslösa djur som till exempel insekter. Ett föräldrapar bildar en mindre flock tillsammans med sina ungar eller de vuxna individerna lever utanför parningstiden ensam. Revirets storlek varierar mellan 5 och 18 hektar.
Individerna vandrar vanligen 340 till 1025 meter per natt. De försvarar reviret mot artfränder av samma kön. Framgångsrik parning sker först efter ett år med flera parningsförsök. Det finns inga synliga tecken som visar att honan är brunstig. I naturen är fortplantningen kopplad till den varma årstiden (augusti till februari på södra jordklotet). Dräktigheten varar cirka fyra månader och sedan föds oftast en unge, mycket sällan tvillingar. Ungen väger vid födelse 90 till 150 g och diar sin mor 18 till 19 veckor. Den lämnar föräldrarnas territorium efter 2 till 5 år. Könsmognaden infaller efter 3 till 4 år för honor och redan efter 2 år för hannar.